# Argemone rosea
Argemone rosea Hook. – gatunek rośliny z rodziny makowatych (Papaveraceae Juss.). Występuje endemicznie w Chile – w regionach Coquimbo oraz Atakama. 

## Morfologia
Pokrójbylina o szorstkich i kolczastych pędach. dorasta do 40–11 cm wysokości.
LiścieSą pierzasto-klapowane, w zarysie mają lancetowaty kształt. Mierzą 15 cm długości. Są siedzące. Blaszka liściowa jest nieregularnie ząbkowana na brzegu.
KwiatyMierzą 6–10 cm średnicy. Działki kielicha mają cierń przy wierzchołku. Płatki mają barwę od białej do różowej.
OwoceTorebki o eliptycznie lancetowatym kształcie. Osiągają 33–48 mm długości.